# Monika Borgmann
Monika Borgmann-Slim, née le 25 novembre 1963 à Aix-la-Chapelle, est une journaliste germano-libanaise, réalisatrice de documentaires primée, archiviste ainsi qu'une militante contre la culture officielle d'impunité au Liban et pour Vergangenheitsbewältigung (travail de mémoire), en particulier contre l'amnésie officielle à propos de la Guerre civile libanaise (1975–1990). Elle est la veuve du documentariste, archiviste et militant libanais Lokman Slim, assassiné en 2021.

## Biographie
Née à Aix-la-Chapelle, la ville la plus occidentale d'Allemagne aux frontières avec la Belgique et les Pays-Bas, Borgmann a étudié la philologie arabe et les sciences politiques à l'Université de Bonn qui était alors la capitale de l'Allemagne de l'Ouest. Dans le cadre de ces études elle a passé un an en Syrie en 1986/87 en se concentrant sur les études islamiques. De là, elle s'est rendue à Beyrouth pour la première fois, alors que le Liban était en guerre civile depuis 10 ans et que sa capitale était dévastée par de violents combats.
Après avoir obtenu son diplôme universitaire, Borgmann commence à travailler comme journaliste indépendante en 1988. Sur la recommandation de Rupert Neudeck (1939-2016), journaliste et éminent militant humanitaire, Borgmann produit son premier reportage radio sur la vie quotidienne en temps de guerre à Beyrouth. En 1990, elle s'installe au Caire d'où elle produit principalement des reportages radio pour l'ARD, l'organisation commune des radiodiffuseurs régionaux de service public allemands. De plus, elle écrit pour l'hebdomadaire allemand Die Zeit et d'autres publications comme TransAtlantik et Lettre International.
En 1992, Borgmann retourne au Liban pour la première fois depuis la fin officielle de la guerre civile avec un projet de portrait d'anciens franc-tireurs. Parallèlement, elle s'oriente vers le cinéma documentaire, lorsqu'elle travaille comme régisseuse pour la production du long métrage Balagan du réalisateur allemand Andreas Veiel sur la troupe de théâtre judéo-palestinienne Akko.
Au début de 2001, Borgmann déménage du Caire à Beyrouth pour un projet de film sur le massacre de Sabra et Chatila en 1982, perpétré par des combattants de la milice Phalanges qui ont tué jusqu'à 3 500 civils, principalement des réfugiés palestiniens et des chiites libanais. En juin 2001, le journaliste syrien et défenseur des droits de l'homme Ali al-Atassi présente Borgmann à l'éditeur Lokman Slim, qui avait un an de plus qu'elle. Issu d'une famille influente du sud de Beyrouth désormais dominé par les chiites,, celui-ci avait étudié la philosophie et le grec ancien à l'Université Paris-Sorbonne dans les années 1980. Toujours en 2001, Borgman et Slim deviennent partenaires professionnels en fondant UMAM Productions ainsi que partenaires privés. Par leur mariage en 2004, Borgmann obtient également la nationalité libanaise,. 

Pendant quatre ans, Borgmann et Slim travaillent sur leur projet de documentaire sur les auteurs des massacres de Sabra et Chatila. Lorsque leurs premiers partenaires d'interview sont arrêtés et que les cinéastes eux-mêmes sont interrogés par les forces de sécurité intérieure, Borgmann et Slim commencent à travailler dans la clandestinité. Le couple retrouve six anciens miliciens ayant participé au massacre et les convainc, tout en protégeant leur identité, de raconter leurs histoires devant la caméra. En 2005, Borgman et Slim présentent Massaker (Massacre) avec leur co-réalisateur Hermann Theißen (1954–2016) pour la première mondiale dans la section Panorama du Festival international du film de Berlin, qui soulignait dans son dossier de film :
Établissant un parallèle entre la disposition psychologique des protagonistes et leur environnement politique, le film utilise les récits des auteurs pour aborder le phénomène de la violence collective en soi.
Le film a remporté le prix Panorama de la Fédération Internationale de la Presse Cinématographique (FIPRESCI) avec le jury affirmant que     
Il entraîne son public dans une expérience claustrophobe inévitable avec son extrême concentration sur le langage des meurtriers. Le film montre de manière oppressante comment les gens perdent toutes les règles humaines, morales et éthiques dans les circonstances terribles d'une guerre civile.
Quelques semaines plus tard, Massaker remporte également le prix IDÉE SUISSE de la Société Suisse de Radiodiffusion et Télévision au festival du film documentaire de renommée internationale Visions du Réel à Nyon. Le Festival International du Documentaire de Marseille a décerné à la production une mention spéciale. Au total, il a été sélectionné dans plus de 50 festivals.  

Toujours en 2005, Borgmann et Slim co-fondent le centre de documentation et de recherche UMAM (UMAM D&R) avec deux buts : 
de fonder ce qu’on appelle en anglais “A kind of citizen archives”, une forme d’archives citoyennes accessibles à tous. Notre deuxième objectif était de sensibiliser le public aux questions de la violence et de la mémoire à travers les arts.
En 2009, par exemple, ils ont montré à environ quatre-vingt-dix invités le film documentaire d'animation Valse avec Bachir du réalisateur israélien Ari Folman, sur le rôle central joué par les Forces de défense israéliennes dans le massacre de Sabra et Chatila. Comme que les lois libanaises interdisent le commerce avec Israël, Borgmann et Slim déclarent la projection privée, mais l'événement a quand-même déclenché un débat national,,.
En 2012 - un an après le début du soulèvement syrien - Borgmann et Slim accompagnent le projet de sept hommes libanais qui avaient passé entre huit et quinze ans dans les prisons syriennes et y avaient été brutalement torturés. Le résultat fut initialement une pièce intitulée The German Chair (La chaise allemande), d'après le nom d'un instrument de torture autrefois introduit par des tortionnaires allemands,. Les anciens prisonniers ont joué le drame à Beyrouth et dans cinq villes allemandes.
La performance a donné naissance au documentaire Tadmor (Palmyre) de Borgmann et Slim, dans lequel 22 anciens prisonniers libanais ont reconstitué leur calvaire dans la prison de torture de Palmyre. Le film a été présenté en avant-première en avril 2016 au Festival Visions du Réel à Nyon, où il a remporté deux prix. Au Festival du film de Hambourg, il a reçu le prix "Le film politique de la Fondation Friedrich-Ebert".

Le 3 février 2021, Slim – qui s'était présenté comme un critique sévère du Hezbollah, mais aussi de toutes les autres forces politico-sectaires – a été retrouvé assassiné dans sa voiture après avoir rendu visite à un ami dans le sud du Liban dominé par le Hezbollah. Il a été tué de six balles dans la tête et dans le dos,,.  Depuis, Borgmann a insisté auprès des médias internationaux sur sa demande d'enquête internationale, car elle ne veut pas faire confiance aux autorités libanaises. Elle co-fonde la Fondation Lokman Slim, qui a été inaugurée lors du premier anniversaire de son assassinat. Elle dirige également le MENA Prison Forum, qui fait des recherches et attire l'attention sur les conditions de détention inhumaines dans la région au sens large. 
il faut continuer de faire ce travail sans lui, pour lui.
En décembre 2021, Borgmann a reçu le Prix franco-allemand des droits de l'homme et de l'État de droit pour son engagement en faveur de la société civile. Ce prix a été décerné conjointement par les ministères français et allemand des Affaires étrangères.

## Filmographie
- 2005 : Massaker
- 2009 : Sur place - 4 Revenants des guerres libanaises
- 2016 : Palmyre

## Distinctions
- Festival international du film de Berlin, Berlinale, Berlin (Allemagne), Prix Fipresci 2005 pour Massaker
- Nyon, Visions du Réel, Prix SRG SSR idée suisse 2005 pour Massaker
- Association du Cinéma Indépendant pour sa Diffusion, Cannes, Programmation ACID 2005 pour Massaker
- Festival International du Documentaire, Marseille, Mention spéciale 2005 pour Massaker
- FIDMarseille 2009, Mention spéciale pour Sur place - 4 Revenants des guerres libanaises
- Images en bibliothèques, Paris, Film soutenu par la Commission nationale de sélection des médiathèques 2010 pour Sur place - 4 Revenants des guerres libanaises[35]
- Visions du Réel, Nyon, Mention Spéciale du Jury Compétition Internationale Longs Métrages 2016 pour Palmyre
- Visions du Réel, Nyon, Sesterce d'argent SRG SSR pour le meilleur film suisse 2016 pour Palmyre
- Filmfest Hamburg, prix du « meilleur film politique de l'année » 2016 pour Palmyre
- Festival International du Film d’Histoire de Pessac, France: Prix Bernard-Landier 2016 pour Palmyre
- 6e Nuit des Mabrouk du cinéma libanais, Prix du Jury 2017 pour Palmyre[29]